# Kostel Povýšení svatého Kříže (Františkovy Lázně)
Kostel Povýšení svatého Kříže ve Františkových Lázních je neorientovaný římskokatolický farní kostel dokončený roku 1820 v empírovém slohu. Budova františkolázeňské farnosti se nachází vedle kostela v Ruské ulici č. 107 ve Františkových Lázních. Duchovní správu farnosti zajišťuje Rytířský řád křižovníků s červenou hvězdou.

## Historie

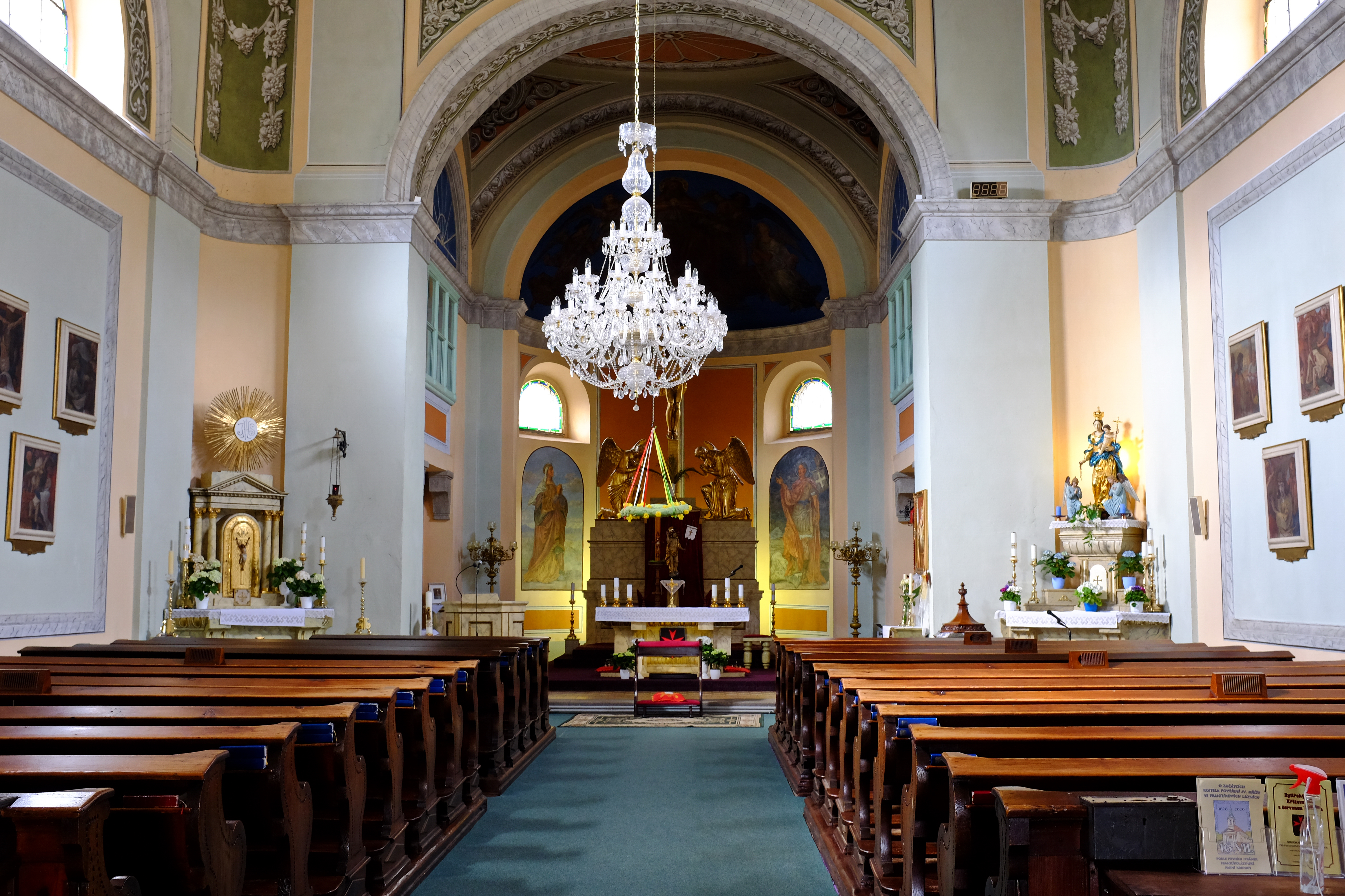
Interiér kostela

Po návštěvě lázeňského města císařem Františkem I. v roce 1812 získala obecní správa souhlas k výstavbě nového kostela, v roce 1814 pověřil císař Rytířský řád křížovníků jeho duchovní správou. Slavnostní zahájení stavby proběhlo 13. července 1815 podle plánů dvorního stavebního úřadu ve Vídni, dokončená stavba byla vysvěcena P. Christophem Grassoldem 16. července 1820. Kostel byl postaven v empírovém slohu brzy poté, co Františkovy Lázně začaly intenzivně plnit funkci lázní, upravován byl v roce 1936. Když byly roku 1865 Františkovy Lázně povýšeny na město, byl kostel roku 1868 povýšen na farní.

## Popis
Jedná se o jednolodní stavbu na obdélném půdorysu, k jejímuž polygonálně uzavřenému presbyteriu po obou stranách přiléhají pravoúhlé přístavky. S mělkým předsazeným portikem s dvojicí mohutných toskánských sloupů v průčelí a věžičkou na vrcholu štítu je to jedna z nejčistších sakrálních empírových staveb v Čechách. Loď je v interiéru plochostropá, závěr je sklenut konchou. Vnitřní zařízení, většinou z poloviny 19. století, bylo v roce 1971 zčásti zničeno. Na věži jsou tři zvony z jiných, zbořených kostelů, z nichž nejstarší je z roku 1506. Presbytář je zdoben nástěnnými malbami Wilhelma Kandlera z roku 1853, představujícími Boha otce a dva výjevy ze života svaté Heleny a Konstantina. Společně s nástropními malbami a malířskou výzdobou horních partií stěn ze 30. let 19. století byly restaurovány v roce 2004, v průběhu celkové rekonstrukce kostela. V témže roce proběhla i oprava střechy kostela a oprava věžních hodin a zvonů a k osvětlení lodi byl pořízen 35 ramenný křišťálový lustr z českého křišťálu vyrobený firmou Elite Bohemia. Slavnostní otevření kostela po jeho obnově proběhlo 20. března 2005.

## Významní faráři
- 1972–1990 R. D. František Radkovský, později biskup v Plzni
- 1991–1998 R. D. Pavel Baxant, bratr litoměřického biskupa Jana Baxanta

## Galerie

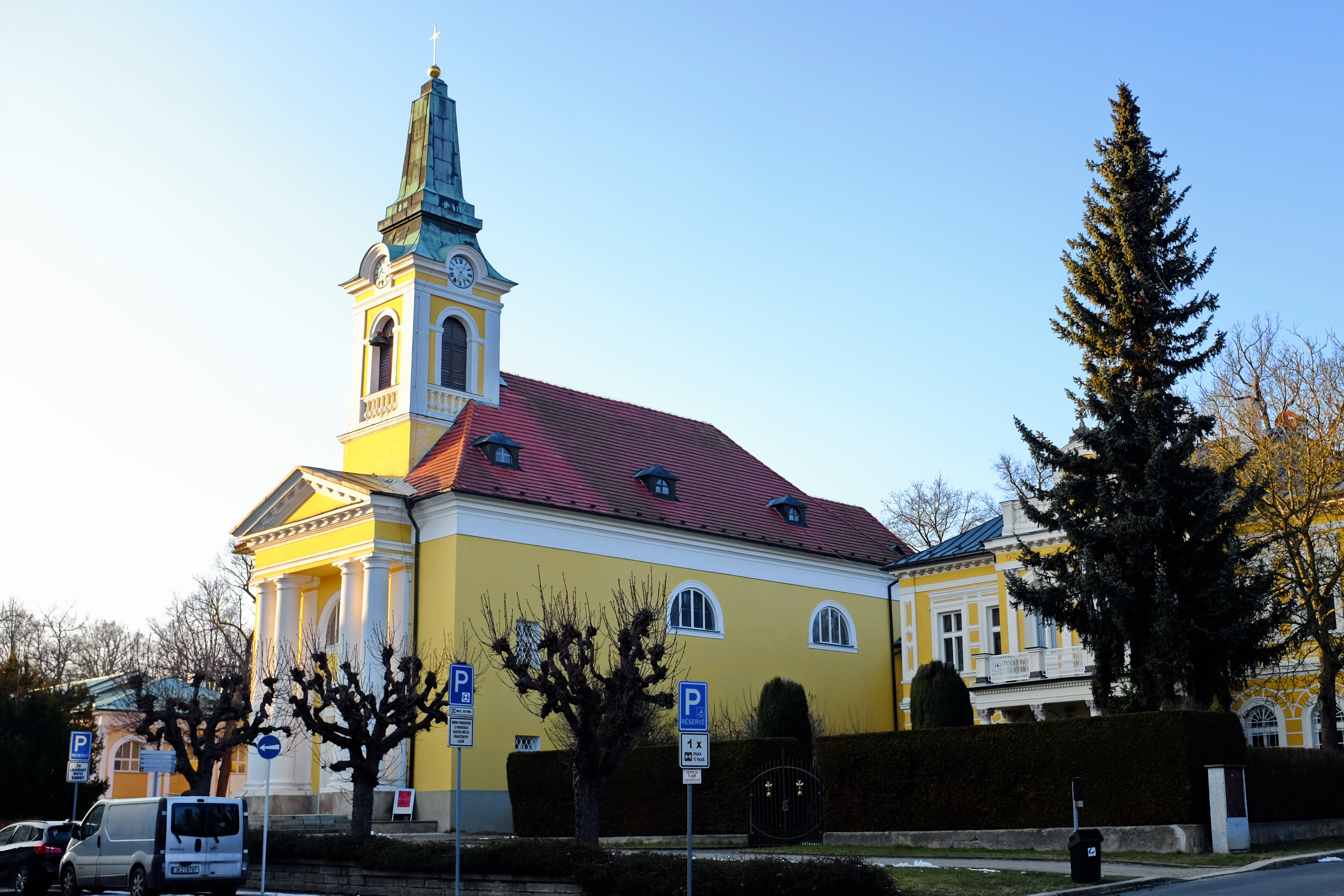
Kostel od jihovýchodu
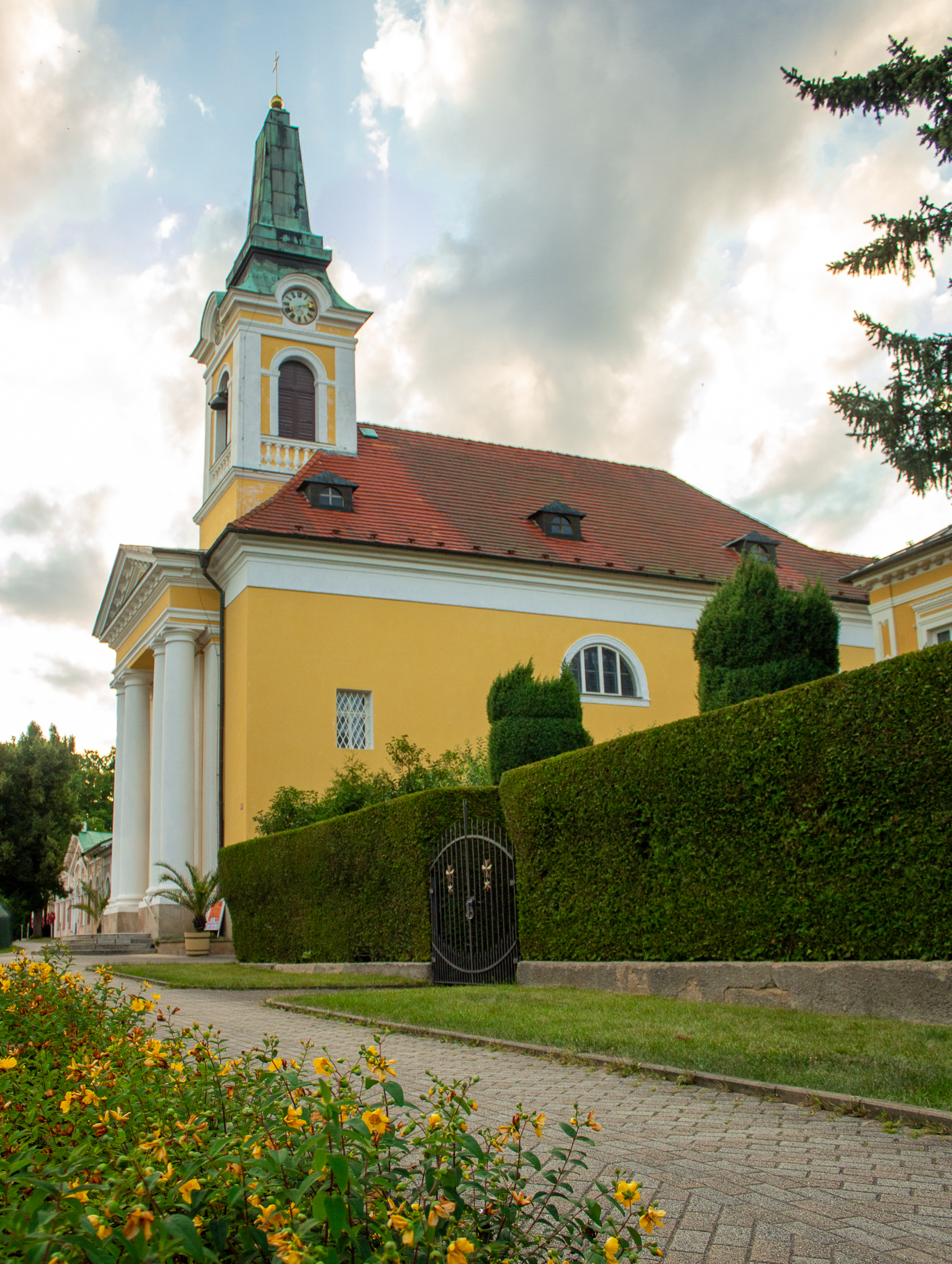
Kostel od jihovýchodu
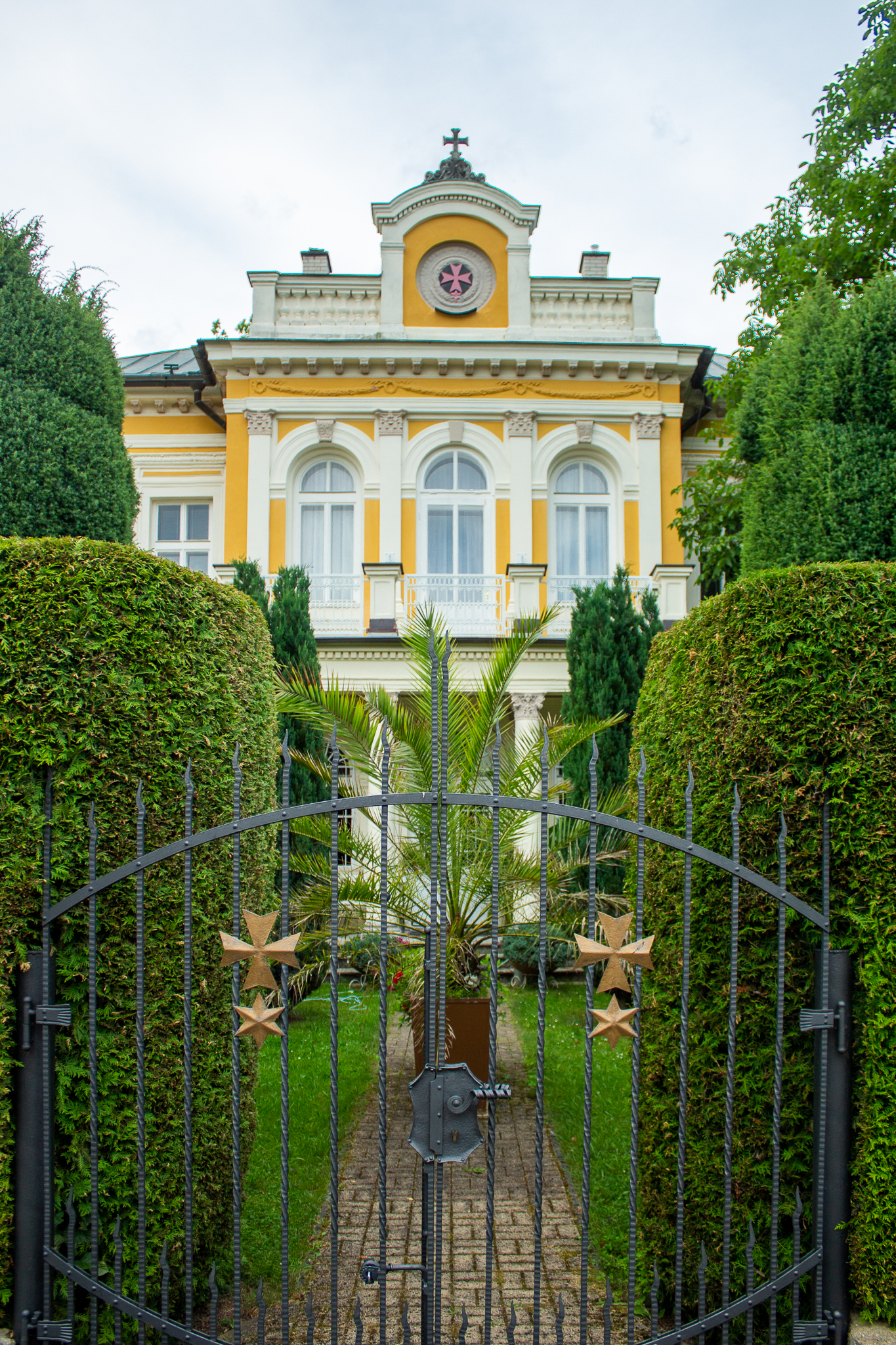
Sídlo farnosti